# KkStB 22.0
Die Fahrzeuge der kkStB-Reihe 22.0 waren elektrische Triebwagen der k.k. Staatsbahnen (kkStB) für die Lokalbahn Zartlesdorf–Hohenfurth–Lippnerschwebe.

## Geschichte
Die drei Fahrzeuge wurden 1912 von den Österreichischen Siemens-Schuckert-Werken (elektrische Ausrüstung) und von Ringhoffer in Prag-Smichov für die Hohenfurther Elektrische Lokalbahn (H.e.L.) gebaut. Sie entsprachen konzeptionell den Fahrzeugen, wie sie vorher bereits für die Montafonerbahn (kkStB-Reihe 20.0, 1905) und die Lokalbahn Neumarkt–Waizenkirchen–Peuerbach (kkStB-Reihe 21.0, 1908) gebaut worden waren. Die Fahrzeuge waren auch als Schlepptriebwagen für den Güterverkehr konzipiert. Elektrische Lokomotiven für den Streckendienst besaß die Hohenfurther Elektrische Lokalbahn nicht.
Nach dem Ersten Weltkrieg verblieben die Fahrzeuge auf ihrer Stammstrecke und kamen daher in den Besitz der neu gegründeten Tschechoslowakei. Die Tschechoslowakischen Staatsbahnen (ČSD) beschafften 1924 einen weiteren, weitgehend baugleichen Triebwagen, der zunächst noch die Nummer 22.004 nach dem kkStB-Schema trug. Im Gegensatz zu den 1912 gebauten Fahrzeugen erhielt er eine elektrische Ausrüstung von Českomoravská - Kolben (ČMK) in Prag. 1925 wurden alle vier Fahrzeuge in M 201.001–004 umgezeichnet.
Nach der Angliederung des Sudetenlandes an Deutschland im Herbst 1938 geriet auch die Hohenfurther Elektrische Lokalbahn unter die Verwaltung der Deutschen Reichsbahn und die Triebwagen wurden nun als ET 187.01–03 bezeichnet. Der M 201.004 erhielt die Nummer ET 187.11. Nach dem Zweiten Weltkrieg gelangten die Triebwagen wieder in den Bestand der ČSD.
Als erstes Fahrzeug schied 1951 der M 201.001 aus dem Bestand aus. Der M 201.003 erhielt dagegen Anfang der 1950er Jahre noch eine Grundinstandsetzung, wobei der alte Wagenkasten abgebrochen und gegen einen Neubau ohne Dienstabteil ersetzt wurde. Die M 201.002 und 004 wurden 1956 abgestellt, nach dem die Fahrleitungsspannung auf 1500 V angehoben worden war. Letztes betriebsfähiges Fahrzeug war der modernisierte M 201.003, der noch unter 1500 Volt eingesetzt wurde und erst um 1963 ausgemustert wurde.
Der Wagenkasten von M 201.003 wurde nach der Ausmusterung an einen privaten Interessenten verkauft. Er ist auch heute noch in desolatem Zustand erhalten.

## Technische Merkmale
Die Triebwagen entsprachen in ihrem Aufbau weitestgehend zeitgenössischen Personenwagen. Die Führerstände befanden sich jeweils anstelle der Plattformen an den Fahrzeugenden. Zwischen den beiden Fahrgasträumen 2. und 3. Klasse lag mittig ein kleines Dienstabteil mit Gepäckraum.
Der Antrieb war mit zwei Tatzlagerfahrmotoren in Parallelschaltung realisiert. Die Fahrschalter auf den Führerständen entsprachen der ÖSSW-Type PQ und besaßen je 14 Fahr- und acht Bremsstufen. Sie besaßen je eine getrennte Fahr- und Bremswalze. Auf dem Dach war ein Scherenstromabnehmer mit zwei Schleifleisten angeordnet. Für den Winterdienst konnten an den Triebwagen Schneepflüge montiert werden.